# Firefly Space Systems
Firefly Space Systems var ett amerikanskt företag inom rymdfart som grundades år 2014 av bland andra Tom Markusic och P.J. King. Företagets mål var att erbjuda billig uppskjutning av små och medelstora satelliter, med hjälp av en egenutvecklad raket, kallad Firefly Alpha. 
2016 försattes företaget i konkurs, efter att en större finansiär hade backat ur.

## Historia
Företaget grundades i Hawthorne, Kalifornien i januari 2014 och flyttade senare samma år till Austin, Texas. 2015 gjordes det första testet av företagets egenutvecklade raketmotor.
Efter att en större finansiär hade backat ur, försattes företaget i konkurs. Företagets tillgångar köptes av Noosphere Ventures som senare skapade Firefly Aerospace.

## Raket
Firefly Alpha var en tvåstegsraket under utveckling. Man planerade att göra den första testuppskjutningen under 2017. Den skulle kunna placera 200 kg i solsynkron bana runt jorden. Raketens första steg skulle bygga runt en Aerospike-motor.